# Leopard 2
Leopard 2 je njemački borbeni tenk kojeg je razvila njemačka kompanija Krauss-Maffei Wegmann. Razvijen je 1970., a u serijsku proizvodnju ušao je 1979. kao zamjena za stariji Leopard 1 koji je do tada bio glavni tenk Njemačke vojske. Osim Njemačke koristi ga još 10 europskih država i nekoliko neeuropskih. Iako je prvi primjerak Leoparda 2 proizveden prije više od trideset godina, on je i dalje standardni tenk NATO saveza po kojem se ocjenuju svi tenkovi u svijetu. Najnovija inačica Leopard 2A6 smatra se najboljim europskim tenkom i jednim od tri najbolja tenka u svijetu. Zahvaljujući promišljenom planiranju i izvrsnoj osnovi Leopard 2 ima velike mogućnosti nadogradnje i modernizacije. Kako je nestanak Varšavskog ugovora i raspad Sovjetskog Saveza razvoj novih tenkova učinio neracionalnim, rješenje se našlo u stvaranju novih inačica Leoparda 2.
Leopard 2 prodan je u brojne, većinom europske zemlje, što i potvrđuje koliko je kvalitetan tenk: Austrija, Nizozemska, Švedska, Švicarska, Španjolska, Turska, Singapur, Čile, Kanada, Danska, Poljska, Finska, Norveška i Grčka posjeduju neke od Leoparda 2. Sa svojim inačicama A5 i A6 ovaj se tenk pokazao kao idealan odabir za mnoge europske države.

## Razvoj
Razvoj Leoparda 2 krenuo je još od 1960-ih i tekao je usporedno s razvojem američkog Abramsa i s njime dijeli istu filozofiju koncepcije suvremenog tenka koji ima dobar odnos oklopne zaštite i pokretljivosti uz jaku vatrenu moć. U to vrijeme Njemačka i SAD su radile na MBT-70 projektu. U to vrijeme MBT-70 je imao najviši prioritet u obje države, tako da je jedan od članaka ugovora o suradnji objema državama zabranjivao da paralelno s ovim razvijaju druge tenkove. MBT/KPz-70 projekt bio je zamišljen vrlo ambiciozno s ciljem stvaranja novog koncepta tenka mnogo naprednijeg od svih tadašnjih tenkova. Zapravo težilo se stvaranju tako napredne koncepcije koja će promijeniti smjer razvoja tenkova, a sam je tenk trebao ostati u uporabi barem do 2000. godine. Sve se to trebalo realizirati s ograničenim novčanim sredstvima, dok pojedinačna cijena tenka u proizvodnji nije smjela biti veća od milijun američkih dolara. Njemačka je u to vrijeme konstruirala tenk Leopard 1, prvi njemački poslijeratni tenk,  koji je ušao u službu 1965. godine. Porscheu je dodijeljen ugovor za unaprjeđivanje Leopardovih borbenih mogućnosti i efektivnosti na bojištu na temelj programa MBT-70 koji je razvijao i testirao nove oklope, naoružanja i tehničke osnove modernog tenka. Program je trajao do isteka ugovora 1967. godine. Njemačko ministarstvo obrane je nastavilo podupirati domaći razvoj „Vergoldeter Leopard“  tenka paralelno s MBT-70 programom. Krauss-Maffei je odabran kao glavni konstruktor, zajedno s Porscheom koji je bio zadužen za razvoj šasije i Wegmannom koji je razvijao kupolu. Godine 1969. i 1970. izgrađena su dva prototipa, ET 01 i ET 02, oba pogonjena s 10-cilindričnim MB 872 motorom. Kako su troškovi nekontrolirano rasli, uz stalne razvojne probleme, do službenog prekida projekta došlo je 1969., iako je Njemačka zapravo odustala dvije godine prije. Kao razlozi prekida programa navedeni su različita shvaćanja koncepcije, problemi prednosti u vezi s prioritetom podsustava koji su usporedo razvijani, velikim troškovima i teškoćama oko koordinacije rada i međusobne suradnje stručnjaka. Kasne 1969., pri kraju razvoja novog njemačko-američkog tenka, njemački časnici za razvoj obrambene tehnologije i proizvodnje potakli su daljnja istraživanja kako bi sačuvali glavninu MBT-70 programa.
Rane 1970., njemačko ministarstvo obrane preporučilo je da se razvoj „Vergoldeter Leopard“ nastavi s ugradnjom novih MTU motora koji su razvijeni u MBT-70 programu. Naručeno je novih sedam probnih vozila,  Krauss-Maffei je opet uzet kao glavni konstruktor. Prototipovi su na prvi pogled jako sličili Leopardu 1A4, ali s klinastim prednjim djelom i ventilnom rešetkom postavljenom na kraju tenka. Osovinski kotači su preuzeti s MBT-70 tenka. Motor je također preuzet s MBT-70 tenka, višegorivi 12-cilindrični MTU MB-873 Ka-500 s vodenim hlađenjem, zajedno s njegovim 20 kW generatorom, prijenosom, zračnim filtrima itd. Motor je bilo moguće zamijeniti u 15 minuta. Deset od 17 kupola je bilo opremljeno s 105 mm glatkocijevnim topom, dok su ostalih 7 imale 120 mm glatkocijevni top. Oba topa je dizajnirao i proizvodio Rheinmetall. Kada su došle prve analize Jomkipurskog rata 1973. pokazale su da će oklopna zaštita biti presudan faktor u budućnosti. Zato je donesena odluka za nadogradnju Leopard 2 tenka na MLC 60 (Military Loading Class 60 tons), što će omogućiti povećanje oklopne zaštite i opreme jedne od kupola s novim višeslojnim oklopom. Te promijene bile su prvi korak do nove inačice Leopard 2 AV.
Tijekom 1973., počeli su pregovori između SAD-a i Njemačke za standardizaciju glavnih borbenih tenkova obje države do 1980-ih. Kao rezultat toga, do 1976. dogovoreno je da će se Leopard 2 prilagoditi američkim performansama i ograničenjima. Na osnovi njemačkih i američkih zahtijeva, Porsche, Krauss-Maffei i Wegmann je dizajnirao i izgradio Leopard 2 AV (Austere Version).
Promijene su uključivale novi višeslojni oklop (vrlo sličan britanskom „Chobham“ oklopu, koji se sastojao od slojeva čelika i keramike) i novi, jači SUP. Izgrađena su dva tijela i tri kupole do 1976. godine. Prvi prototip je imao kupolu s Hughes sustavom za uspravljanje paljbom (SUP) i L7A3 105 mm top. Drugi je bio opremljen s istim topom, ali izmijene su bile napravljene kako bi se omogućio brzi prelazak na 120 mm top. Treća kupola je imala njemački SUP, uključujući EMES 13 i bila je korištena u njemačkom testnom programu. Napravljena je još jedna dodatna kupola koja je bila identična trećoj, samo je imala ugrađeni 120 mm Rheinmetall glatkocijevni top.
Leopard 2 je bio izvorno planiran za test u isto vrijeme kao i američki XM1, ali su njemačke modifikacije trajale malo duže od planiranog. Američka vojska odlučila je da se XM1 prototipovi koje su izgradili Chrysler i General Motors uđu u serijsku proizvodnju po dizajnu Chryslera.
Njemački prototipovi Leoparda 2 stigli su u Ameriku do kraja kolovoza 1976. i napravljen je usporedan test između Leopard 2 AV i XM1 prototipa, koji je trajao do prosinca 1976. Američka vojska je nakon testiranja izjavila da su XM1 i Leopard 2 AV kompatibilni u vatrenoj moći i pokretljivosti, ali da je XM1 superioran u oklopnoj zaštiti, zbog čega je XM1 odabran kao bolji, a Leopard 2 AV prototipovi su vraćeni u njemačku na daljnja testiranja.
U rujnu 1977. Nijemci su odlučili da će krenuti s planom proizvodnje 1800 Leoparda 2, koji će biti dostavljeni u 5 serija. Krauss-Maffei je odabran za glavnog konstruktora. MaK je postao pomoćni konstruktor i proizvodnja se trebala podijelit na te dvije tvrtke po ugovoru tako da Krauss-Maffei radi 55%, a Mak 45%. Wegmann, kao oprematelj kupole je preuzeo cjelokupno opremanje i ugradnju EMES 15 sustava za uspravljanje paljbom. EMES 15 su bili proizveli Huges i Krupp Atlas Elektronik, a 120 mm glatkocijevni top je radio Rheinmetall zajedno s kupolom.
Bez sumnje, u to vrijeme (1979.) Leopard 2 je bio najnapredniji tenk na svijetu. Nijemci su uspjeli spojiti sve tri karakteristike (pokretljivost, vatrena moć i oklopnu zaštitu) u dobrim omjerima i dobili su jedan od najjačih tenkova tog doba. Do tada, dizajneri tenkova su uspijevali iskoristiti samo dvije od tih tri karakteristika. Na primjer, britanski Chieftain je imao dosta dobar top i oklop, ali jako slabu pokretljivost, dok je francuski AMX-30 imao dobru pokretljivost i top, ali slab oklop.

## Serijska proizvodnja
Ukupno 380 Leoparda 2 napravljeno je u prvoj seriji, 209 je napario Krauss-Maffei (broj šasije od 10001 do 10210) i 171 MaK (broj šasije od 20001 do 20171), a prvih šest serijskih primjeraka je dostavljeno 1979. Ostalih 100 je dostavljeno 1980. i 229  1981., zamjenjujući M48A2G u njemačkim jedinicama. Prvi Leopard 2 tenkovi su otišli u tenkovske jedinice (Panzerbattalions) 31, 33 i 34 bataljuna Prve njemačke tenkovske garde (1 panzerdivision), s paralelnom otpremom u Panzerbattalions 81, 85 i 84 koji su dijelovi 5. Panzerdivision, gdje su zamjenjivali stare američke M48A2G tenkove. Do 1982. proizvodnja je išla brzinom od 300 tenkova na godinu, sa zadnjim Leopard 2 tenkom u prvoj seriji dostavljenim u ožujku iste godine.
Borbena masa Leoparda 2 je bila 55.000 kg, praznog tenka 52.000 kg. Šasija se sastojala od sedam osovinskih kotača s obje strane tenka. Na osovinskim kotačima nalazile su se Diehl 570F gusjenice s 82 pregiba na svakoj gusjenici. Vozač je smješten sprijeda, malo pomaknut na desnu stranu od središta tenka. Vozaču je namijenjen jedan otvor koji se otvara na desno. Opremljen je s dva periskopa, plus jedan s lijeve strane tenka.
Kupola, koja je izgrađena od višeslojnog oklopa, montirana je na sredini tenka i u njoj se nalaze zapovjednik i topnik na desnoj i punitelj topa na lijevoj strani. Zapovjednik i punitelj imaju kružni otvor na kupoli, koji se otvara prema nazad i šest periskopa koji pružaju pogled oko cijelog tenka za zapovjednika. Oba otvora imaju postolja za montiranje 7,62 mm MG-3 strojnice za zračnu obranu.
Rheinmetallov 120 mm glatkocijevni top je u potpunosti stabiliziran u obje ravnine, a WNA-H22 elektro-hidraulični pokretač topa se brine za stabilizaciju. Top može ispaljivati dvije vrste streljiva, koje je razvio Rheinmetall APFSDS-T, znan kao DM-33 KE (Kinetishe Energy) i HEAT-MP-T, znan kao DM-12 MZ (Mehrzweck = višenamjenski). Borbeni komplet se sastoji od 42 granate, od kojih su 27 smještene u poseban odjeljak u prednjoj strani tijela lijevo od vozača, a ostalih 15 na lijevoj strani kupole, odvojeno od posade s elektro pokretanim vratim. Ako bi municija slučajno bila pogođena, ispusti na krovu kupole bi snagu eksplozije usmjeri na krov kupole, iznad tenka. Suspregnuta 7,62 mm strojnica postavljena je lijevo od topa, a tenk nosi 4,750 metaka za tu strojnicu.
Termovizija koja je namijenjena topniku nije bila spremna za uporabu na prvoj seriji Leoparda, ali su kasniji tenkovi bili opremljeni s time. Kako bi se povećala učinkovitost djelovanja noću, Panzer-Ziel-und-Beobachtungsgarat (PZB) 200ow svjetlosni TV sustav (LLLTV) je bio privremeno postavljen na 200 Leoparda 2.
Topnik je isto tako imao i pomoćni teleskop FERO-Z18 sa zumom od 8 puta, suspregnutim desno od topa. Neovisan i u potpunosti stabiliziran PERI R-17 primarni panoramski vizor, koji je napravio Carl Zeiss sa zumom od 2 od 8 puta, je bio postavljen ispred zapovjednikovog mjesta. Vizor je imao pregled od 360o oko tenka. Dvije grupe od četiri 76 mm Wegmann bacača dimnih granata koji su postavljeni na obje strane kupole. Mogu se ispaljivati pojedinačno ili u grupi od 4. Dva SEM 25/SEM35 radio sustava su postavljeni iza zapovjednikovog mjesta u stražnjem dijelu kupole. Radio antene su montirane na lijevu i desnu stranu iza otvora za posadu.
Motor koji se nalazi u stražnjem dijelu tijela tenka, odvojen od ostatka vozila s protuvatrenom pregradom. MTU MB 873 Ka-501 vodom hlađeni 47,6 litreni V-12 motor razvija 1500 KS (1,100 kW) na 2600 okretaja u minuti. Pali se uz pomoć osam 12 voltnih/125 AB baterija i ima 24 voltni sustav. Maksimalna brzina Leoparda 2 po cesti je 68 km/h. Potrošnja goriva kreće se na oko 300 litara na 100 km po cesti i 500 litara na 100 km po terenu. Četiri tanka benzina imaju ukupni kapacitet od 1160 litara što je dovoljno za oko 500 km vožnje. Ukupna težina motora i prijenosa teži 6120 kg.
Četiri 9 kg Halon uređaja za gašenje požara su postavljeni desno iza vozača. Boce su spojene na pipe i konektore i aktivira se automatski kada sustav detektira vatru, kada se temperatura u vozilu digne iznad 85o ili ručno preko vozačeve kontrolne ploče. Dodatnih 2,5 kg nalazi se na podu ispod topa. Leopard 2 ima NBC obrambeni sustav.
Leopard 2 je sposoban savladati vodenu zapreku dubine do 1,20 m bez ikakve pripreme i 2,25 m s dodatnom pripremom. Oko 15 minuta je potrebno da se tenk pripremi za prijelaz preko vode duboke 4 metra, uključujući i posebnu disalicu koja se postavlja na zapovjednikovu kupolu.
Proizvodnja druge serije započela je u ožujku 1982. i završila u studenom 1983. godine. Izgrađeno je 450 tenkova, 248 Krauss-Maffei (broj šasije od 10211 do 10458) i 202 MaK-a (broj šasije od 20173 do 20347). Glavne izmjene bile su pomicanje senzora za vjetar i zaštita za optički blok i zapovjednikovu kupolu. Postavljena je i termovizija. Benzinski filtri su premješteni kako bi smanjili vrijeme koje je potrebno za ulijevanje benzina. Okviri za smještaj municije su bili identični onima na M1A1 Abramsu. Nova inačica tenka nazvana je Leopard 2 A1. Druga inačica Leoparda 2 dobila je nastavak A1, a svakoj novoj inačici povećava se broj uz slovo A.
Od studenog 1983. do studenog 1984. proizvodi se poboljšani Leopard 2A1s koji je imao manja poboljšanja u odnosu na prethodnika. Proizvedeno je 300 takvih tenkova, a ranije inačice Leopard 2A1 su poboljšane.
300 Leoparda 2 je izgrađeno u trećoj seriji između studenog 1983. i studenog 1984. godine. Krauss-Maffei je izgradio 165 (broj šasije od 10459 do 10623), a MaK 135 (broj šasije od 20375 do 20509). Najveće izmjene napravljene su na uređaju za otklanjanje, koji je povišen za 50 mm na zapovjednikovom PERI R-17 panoramskom vizoru i poklopac koji je postavljen na vrh NBC sustava. Ove izmijene su uskoro primijenjene i na tenkovima iz druge serije, tako da je naziv serije nije mijenjao.
Četvrta serija tenkova izgrađena je između prosinca 1984. i prosinca 1985. Dostavljeno je 300 novih tenkova, 165 Krauss-Maffei (broj šasije do 10624 do 10788) i 135 MaK (broj šasije od 20510 do 20644). Najznačajnija promjena je bila instalacija novog digitalnog radija SEM 80/80 VHF i poboljšavanje punjenja topa. Tenkovi iz ove serije nazvani su Leopard 2 A3.
Između prosinca 1985. i ožujka 1987. Dovršeno je 370 tenova, 190 Krauss-Maffei (broj šasije od 10789 do 10979) i 180 MaK (broj šasije do 20645 do 20825). U ovoj seriji, SUP je opremljen s digitalnom jezgrom kako bi se omogućilo korištenje nove municije i povećale šanse posade za preživljavanje na bojištu. Povećana je oklopna zaštita kupole koja daje efektivnu zaštitu od 700 mm za KE (probojna granata) i 1000 mm za HEAT (visokoeksplozivna granata). Tenk s ovim izmjenama nazvan je Leopard 2 A4.
Iako je početno bilo planirano samo 5 serija, u lipnju 1987. naručena je i šesta serija. Proizvodila se od siječnja 1988. Do svibnja 1989. godine. 83 tenka je izgradio Krauss-Maffei (broj šasije do 10980 do 11062) i 67 MaK (broj šasije 20826 do 20892). Izmijene napravljene u ovoj seriji bile su postavljanje novih gusjenica Diehl 570FT. Središnje svijetlo za opasnost postavljeno je na kupolu ispred vozača, za bolju preglednost vozača kad ima glavu vani. Otvor za opskrbu municijom na lijevoj strani kupole je uklonjen. Ova serija je isto ostala nazvana Leopard 2 A4.
Proizvodnja sedme serije tenkova započela je u svibnju 1989. i završila u travnju 1990., s 55 izgrađenih tenkova Krauss-Maffei (broj šasije od 11063 do 11117) i 45 MaK (broj šasije do 20893 do 20937). Tenkovi ove serije su bili identični onima iz prijašnje, šeste serije, te su i danje ostali nazvani Leopard 2 A4.
Između siječnja 1991. i ožujka 1992. 75 tenkova je dostavljeno, 41 je izgradio Krauss-Maffei (broj šasije od 11118 do 11158) i 34 MaK (broj šasije od 20938 do 20971). Izmjene uključuju izmjene montiranja cijevi za bacanje dimne zavjese, postavljen je uređaj za usmjeravanje odmah s desne strane topa, blizu kraja cijevi. To omogućuje brže provjeravanje smjera cijevi u odnosu na topnikovu optiku.
Zadnjih osam Leopard 2 A4 tenkova su dostavljeni Gebirgs-Panzerbattalion 8 na svečanoj ceremoniji 19. ožujka 1992. godine. Leopard 2A4 je najbrojnija serija, a proizvedena je u 2125 komada od kojih je Nizozemska (kupivši licencu) 445. 380 tenkova Leopard 2A4 se također licencirano proizvodilo i u Švicarskoj pod nazivom Pz87.
Nakon završetka zadnjih 8 tenkova, bilo je proizvedeno 2125 Leopard 2 tenkova. Nakon završetka hladnog rata, nije više bilo potrebno proizvodit toliko tenkova, jer više nije postojala opasnost od SSSR-a. Leopard 2A4 bio je jedan od najboljih tenkova toga vremena, tehnološki napredniji od svojih protivnika. Postavio standarde suvremenog tenka, a njegov Rheinmetall top od 120 mm postao je standard za tenkove NATO država. Leopard 2 A4 primjer je modernog glavnog borbenog tenka koji spaja sve tri karakteristike tenka (oklopnu zaštitu, pokretljivost i vatrenu moć) i može djelovati 24 sata u svim vremenskim uvjetima, što je njegova najveća prednost.
Za potrebe cestovnog prijevoza Leoparda 2, 1976. godine je konstruiran i teški terenski transportni kamion konfiguracije 8x8 SLT 50 "Elefant" s 52-tonskom poluprikolicom SaAnh dizajniranom za utovar i vožnju tenka Leopard 2. Prikolica se prilagođavala razvoju tenka, pa je 1994. započet program modernizacije na SLT 50-3 standard. Ovo transportno vozilo olakšava dovođenje tenka na bojište i |povećava taktičku i stratešku mobilnost tenka. Ovaj transportni kamion koristi Njemačka vojska, a od 2002. i Poljska vojska. Od 1989. uz STL-50 koristi se i vizualno vrlo sličan teški transportni kamion konfiguracije 8x6 SLT-56 "Franziska" s 56-tonskom poluprikolicom FS 42.75/42 čija je primarna zadaća prijevoz težih tenkova, kao npr. Leopard 2A5/A6.
Leopard 2 je izvorno zamišljen i konstruiran za uporabu na europskom ratištu i europskim klimatskim uvjetima. No, korisnici koji su ih rabili u toplijim, pustinjskim podnebljima brzo su došli do zaključka kako je za optimalnu operativnu iskoristivost potrebno ugraditi klimatske uređaje jer se temperatura za vrućih dana penje na više od 40 stupnjeva C. Pokazalo se da osim posada na visokim temperaturama slabije radi i elektronička oprema pa je i za nju potrebno osigurati optimalnu radnu temperaturu. Osim toga, pokazalo se da to podneblje pojačano troši resurse tenka. To se osobito može uočiti kod trošenja gusjenica, naime, ponekad bi izdržale samo 200 km.

## Inačice

### Leopard AV (Austere Version)
Prototip konstruiran 1976. godine za testove Njemačke vojske u suradnji s Američkom vojskom. Vojska je na testiranjima pokazala da je Leopard AV kompatibilan sa XM1 (raniji prototip M1 Abrams tenka) u brzini i vatrenoj moći, ali slabiji u oklopnoj zaštiti.

### Leopard 2
Prvi serijski Leopard, u nekim izvorima označen kao Leopard 2A0. Prva isporuka trajala je od kraja 1979. do travnja 1982. godine. Napravljeno je ukupno 380 ovakvih vozila. Težina praznog vozila bila je 52.000 kg, a borbena 55.000 kg. Većina ih je kasnije modernizirana na A1 ili neki viši standard.

### Leopard 2A1
Druga inačica Leoparda 2 dobila je nastavak A1, a svakoj novoj inačici se povećava broj uz slovo A. Najveća promjena za razliku od prve generacije bila je ugradnja termovizije za topnika i spremište granata preuzeto s američkog M1 Abrams. Smanjeno je vrijeme punjenja tenka gorivom zahvaljujući modificiranim filtrima za gorivo. Druga generacija Leoparda 2 proizvodila se od svibnja 1982. do studenog 1983. i proizvedeno je 450 takvih tenkova.
Od studenog 1983. do studenog 1984. proizvodi se poboljšani Leopard 2A1s koji je imao manja poboljšanja u odnosu na prethodnika. Proizvedeno je 300 takvih tenkova, a ranije inačice Leopard 2A1 su poboljšane.

### Leopard 2A2
Ova inačica je ustvari modernizirani Leopard 2s koji je poboljšan da se približi kasnijim inačicama. Najvažnija je ugradnja termovizije, povećanje oklopne zaštite.

### Leopard 2A3
Treća generacija Leoparda 2 proizvela se u 300 komada i proizvodila se od prosinca 1984. do prosinca 1985. godine. Glavna izmjena bila je ugradnja digitalnog radija i poboljšavanje punjenja topa.

### Leopard 2A4
Leopard 2A4 uveo je mnoge promjene. Pucanje je automatizirano, oklop ojačan, novi digitalni sustav je omogućio korištenje različitih granata. Leopard 2A4 je najbrojnija inačica koja se proizvodila od 1985. do 1992. godine a proizvedena je u 2125 komada od kojih je Nizozemska (kupivši licencu) 445. 380 tenkova Leopard 2A4 se također licencirano proizvodilo i u Švicarskoj pod nazivom Pz87.
Nakon hladnog rata Nizozemska i Njemačka našle su se u velikim zalihama tenkova koje nisu više trebale. Prodali su ih NATO-u ili nekoj prijateljskoj državi kao što su: Austrija (114), Kanada (80), Čile (140), Danska (51), Finska (124), Grčka (183), Norveška (52), Poljska (128), Portugal (37), Singapur (66), Španjolska (108), Švedska (160) i Turska (298).
- Pz87 – Švicarska verzija njemačkog Leoparda 2A4. Planirana je nadogradnja na Leopard 2A5 standard dodavanjem dodatnog oklopa i ugradnjom nove kupole.[8][13]
- Stridsvagn (Strv) 121 – 1994. i 1995. 160 Leoparda 2A4 koji su bili u njemačkim rezervama prodani su Švedskoj. Ti tenkovi su u Švedskoj vojsci nazvani Strv 121 iako na njima nisu napravljene značajnije izmjene u odnosu na izvorne Leoparde 2A4.[8][13]

#### Usporedba Leoparda 2A4 s ostalim tenkovima
|                       | Leopard 2A4                                   | Leopard 2A6                                   | M1A2 Abrams                                          | Challenger 2                          | M-95 Degman                                           | T-90                                   | Merkava 4                                          |
| --------------------- | --------------------------------------------- | --------------------------------------------- | ---------------------------------------------------- | ------------------------------------- | ----------------------------------------------------- | -------------------------------------- | -------------------------------------------------- |
| Zemlja porijekla      | Njemačka                                      | Njemačka                                      | SAD                                                  | Ujedinjeno Kraljevstvo                | Hrvatska                                              | Rusija                                 | Izrael                                             |
| Težina                | 55,150 kg                                     | 62,300 kg                                     | 69,570 kg                                            | 62,500 kg                             | 48,500 kg (s ERAK oklopom)                            | 46,500 kg                              | 65,000 kg                                          |
| Primarno naoružanje   | 1x 120mm/44-kal Rheinmetall glatkocijevni top | 1x 120mm/55-kal Rheinmetall glatkocijevni top | 1x 120mm Rheinmetall M256A1 (L/44) glatkocijevni top | 1x 120 mm L30A1 top                   | 1x 125 mm glatkocijevni top                           | 1x 125 mm 2A46M-2 top                  | 1x 120 mm MG253 glatkocijevni top                  |
| Sekundarno naoružanje | 2x 7,62 mm MG3 strojnice                      | 2x 7,62 mm MG3A1 strojnice                    | 1x 7,62 mm, 1x 12,7 mm strojnice                     | 2x 7,62 mm L94A1 strojnice            | 1x 7,62 mm, 1x 12,7 mm NSV protuzrakoplovna strojnica | 1x 7,62 mm, 1x 12,7 mm strojnice       | 1x 7,62 mm, 1x 12,7 mm strojnica i 60 mm minobacač |
| Dimenzije             | 9,67 x 2,80 x 3,70 m                          | 10,97 x 3,00x 3,75 m                          | 9,83 x 2,88 x 3,66 m                                 | 11,50 x 2,50 x 3,50 m                 | 10,14 x 2,19 x 3,59 m                                 | 9,53 x 2,23 x 3,78 m                   | 9,04 x 2,66 x 3,72 m                               |
| Domet                 | 550 km                                        | 500 km                                        | 465 km                                               | 450 km                                | 700 km                                                | 550 km                                 | 500 km                                             |
| Najveća brzina        | 68 km/h                                       | 72 km/h                                       | 67 km/h                                              | 59 km/h                               | 70 km/h                                               | 65 km/h                                | 64 km/h                                            |
| Članovi posade        | 4                                             | 4                                             | 4                                                    | 4                                     | 3                                                     | 3                                      | 4                                                  |
| Pogon                 | MTU MB 873 Ka-501 1500 KS (1100 kW)           | MTU MB 873 Ka-501 1500 KS (1100 kW)           | plinska turbina AGT-1500 1500 KS (1100 kW)           | Perkins CV-12 Diesel 1200 KS (890 kW) | 12-cil. diesel model V-2 1000 KS (735 kW)             | V-92 12-cil. Dieselov 1000 KS (736 kW) | V-12 Dieselov motor 1500 KS                        |

- crveno su označene najbolje karakteristike
- plavo su označene najslabije karakteristike

### Leopard 2A5
Početni poticaj za razvoj inačice Leopard 2A5 došao je nakon pojave tada najmodernijih sovjetskih tenkova T-64 i T-72 sedamdesetih godina prošlog stoljeća te njihovih izvedenica T-80 i T-90 tijekom osamdesetih i devedesetih, a koje su naoružali s topovima kalibra 125 mm. Procjenjujući po učinkovitosti svojeg topa od 120 mm Nijemci su došli do zaključka potrebe povećanja razine oklopne zaštite na Leopardima 2. Kasniji sukobi, prije svih izraelski prodor u Libanon 1982., pokazat će da je borbena učinkovitost topa od 125 mm prilično slaba, ali ipak dostatna (mogućnost uporabe protuoklopnih vođenih raketa) da se opravda postavljanje novog oklopa na Leopard 2.
Ipak do odluke o modernizaciji Leoparda 2 nije se došlo ni brzo ni lako. Prvo je u studenom 1982. propao njemačko-francuski pokušaj razvoja zajedničkog tenka. Pod dojmom novih sovjetskih tenkova njemačko ministarstvo obrane je u ožujku 1983. donijelo odluku o razvoju Leoparda 3 čiji su se prvi serijski primjerci trebali pojaviti najkasnije 1996. godine. Za prelazno razdoblje do pojave Leoparda 3 razmatralo se nekoliko alternativa. Prva je bila proizvodnja dodatnih Leoparda 2 bez većih modernizacija. Druga je bila modernizacija postojećih Leoparda 2. Treća je predviđala razvoj nove kupole koja bi imala posadu od tri člana i automatski punjač. Nova je kupola trebala biti osnova za razvoj Leoparda 3.
Na kraju je razvoj Leoparda 3 ocijenjen kao preskup i umjesto njega odlučeno je modernizirati i unaprijediti Leopard 2. U tu svrhu 1989. napravljen je Leopard 2 KVT (Komponenet enversuchsträrager - vozilo za testiranje komponenti). Na ovo su vozilo, između ostalog, postavili dodatni oklop na čeonu i prednje bočne strane kupole te dodatni pasivni i aktivni oklop na krov kupole. Zbog toga je sustav za usmjeravanje paljbe (SUP) EMES-15 morao promijeniti položaj i biti podignut na krov kupole. Zapovjednikova sprava za osmatranje PERI-17 dobila je termoviziju. Pred unaprijeđenim Leopardom 2 postavljeni su osnovni zahtjevi: povećanja razina oklopne zaštite, povećana sposobnost borbenog djelovanja noću, lakša i učinkovitija orijentacija posade u borbi i povećana vatrena moć.
Velike političke promjene nakon raspada SSSR-a i rušenjem Berlinskog zida što je rezultiralo ujedinjenjem Njemačke, smanjena su ulaganja u razvoj vojne opreme. Kao nasljednika Leoparda 2A4 tenka razmatrala su se tri rješenja:
- KWS I – razmatrala se ugradnja novog, dužeg L/55 120 mm glatkocijevnog topa koji bi mogao rabiti poboljšanu municiju, uz povećanje kinetičke energije streljiva prilikom izlaska granate iz cijevi (na kraju cijevi granata postiže brzinu od 1800 m/s) (promijenjeno na Leopardu 2A6)[19]
- KWS II – je napravljen s poboljšanim oklopom kako bi se povećala sigurnost tenka i posade zbog mogućih novih ruskih tenkova s topovima kalibra do 152 mm. Ugrađen je i poboljšani kontrolni i zapovjedni sustav.  (Leopard 2A5)[19]
- KWS III- planirana ugradnja većeg, 140 mm topa[2][19]

U listopadu 1991., Švicarska, Nizozemska i Njemačka su odlučile za zajednički razvoj programa KWS II. Prvi Leopard 2A5 je službeno dostavljen Njemačkoj vojnoj školi 30. studenog 1995. Tijela tenkova prethodnih tenkova (Leoparda 2A4) su bila rabljena za testiranja novih kupola i modernizaciju tijela. Za modernizaciju tijela su bili odgovorni Krauss-Maffei i MaK, dok su Wegmann i Rheinmetall bili zaduženi za razvoj nove kupole.
Najveća promjena na kupoli Leoparda 2A5 je novi vozačev otvor, koji se sada električno pokretan, i otvara se prema desno. Kamera je montirana iznad stražnjeg uređaja za dovod svježeg zraka u unutrašnjost tenka i spojena na monitor koji se nalazi ispred vozača. To omogućuje veću preglednost vozača i vožnju bez potrebnih uputa smjera od zapovjednika. Osovinski kotači su napravljeni od čelika, zamjenjujući stare, koji su od aluminija.
Leopard 2A5 je donio promjenu u izgledu kupole. Čeoni i bočni dio kupole je opremljen dodatnim oklopom klinastog oblika (zato što se smatra da bi rakete i granate koje pogode taj dio trebale imati znatnu tendenciju odbijanja) i na nju je postavljen pasivni oklop, dodatne ploče sendvič oklopa koji se može lako zamijeniti ako je pogođen, ili kroz nekoliko godina zamijeniti jačim i novijim oklopom. S dodatnim oklopom kupole razina oklopne zaštite jednaka je kao i kod Challengera 2, a nešto niža od M1 Abramsa. Unutrašnjost kupole je presvučena posebnim materijalom koji povećava zaštitu od krhotina. Elektro-hidraulična kontrola i stabilizacija topa je zamijenjena s u potpunosti električnim sustavom. Optički FERO Z-18 pomoćni teleskop je premješten na vrh topa, a zapovjednikov PERI-R 17 panoramski vizor je premješten na lijevi stražnji kraj zapovjednikovog otvora. Zapovjednik je opremljen neovisnim vizorom koji uključuje i termoviziju koja je prikazana na monitoru ispred zapovjednikovog mjesta. Laserski daljinomjer je prilagođen, tako da Leopard 2A5 može gađati i helikoptere s APFSDS-T granatama, a GPS navigacija tenka je spojena na GPS antenu koja je postavljena na stražnji kraj kupole. Dodatnim oklopom povećala se borbena težina Leoparda 2A5 na 59.500 kg, što nije utjecalo na pokretljivost.
Pokreće ga Dieselov motor MTU 873 Ka-501. Motor je u konfiguraciji V12, snage 1500 KS (1100 kW) pri 2600 o/min. Snaga se prenosi preko automatske transmisije Renk HSWL 354. Kad se u odnos stavi snaga motora (1100 kW odnosno 1500 KS) i masa, dobije se odnos snaga/masa od 27 KS/t, a to je dovoljno za maksimalnu brzinu od 72 km/h i doseg djelovanja od oko 550 km s punim spremnikom goriva. Potrošnja mu je otprilike 7 litara na 1 kilometar što je znatno manje od M1A2 Abramsa i daje mu prednost. Top je promjera 120 mm s glatkom cijevi tvrtke Rheinmetall inačice L/44. Novost u odnosu na ranije inačice je i novi sustav zapovijedanja, nadzora i prijenos podataka među tenkovima.
Leopard 2A5 se počeo proizvoditi 1998. godine, a licenca je prodana i Švedskoj koji su svoju inačicu nazvali Strv 122 kojem su povećali oklopnu zaštitu gornje strane kupole od protutenkovskih raketa koje tenk napadaju odozgo (top attack).
- Stridsvagn (Strv) 122 – Švedska je potpisala ugovor s Krauss-Maffei za serijsku isporuku 120 Stridsvagna 122. Dogovoreno je da je Krauss-Maffei glavni konstruktor tijela, dok je švedski Hägglunds bio pomoćni konstruktor. Wegmann, primarni konstruktor kupole, a Bofors pomoćni. Bofors je također proizveo polovicu 120 mm topova, dok je drugu polovicu napravio Rheinmetall. Osnova Strv-a 122 je njemački tenk Leopard 2A5. Razlikuje se od njega po većoj oklopnoj zaštiti. Šveđani su inzistirali na pojačanom oklopu s prednje i krovne strane kupole, kako bi se povećala zaštita od vođenih protuoklopnih raketa koje svoj cilj napadaju iz odozgo. Taj dodatni oklop povećao je i masu tenka, pa tako Strv 122 teži 62 tone, a Leopard 2A5 59,5 tona. Strv 122 ima konstantno hlađenje ispuha motora kako bi se smanjio toplinski odraz. Strv 122 je obojen i u posebnu kamuflažu u zelenim, svijetlo zelenim i crnim bojama.[13]

### Leopard 2A6
Leopard 2A6 se ne razlikuje puno od Leoparda 2A5, ali ima L/55 top, povećanu zaštitu od mina i klima uređaj. Novi L/55 glatkocijevni top, koji je razvioe Rheinmetall, napravljen je na osnovi 120 mm L/44 topa koji je postavljen na sve ostale Leoparde 2. Stari top, 120 mm L/44, kod kojeg je cijev duga 530 cm i teži 1190 kg. Cijeli top teži 3780 kg. Za usporedbu, novi 120 mm L/55 top ima cijev dužine 660 cm i teži 1274 kg. Težina cijelog L55 topa iznosi 4160 kg. Ta dulja cijev (za 130 cm duža od one na L/44 topa) omogućuje davanje veće energije i brzine granati koja se ispaljuje, te je time povećan učinkoviti domet za oko 1,5 km. Ta veća brzina daje veću energiju pri probijanju oklopa i daje veću učinkovitost i probojnost od starog topa. Novi top je opremljen s toplinskim senzorom koji pomaže brže locirati metu. Glavna odlika novog topa je ta što je kompatibilan s ugradnjom u Leopard 2 tenk bez ikakvih većih prilagodbi na kupoli. Novi L/55 top može koristit sve streljivo namijenjeno i L/44 topu i sve granate namijenjene topu kalibra 120 mm.
Leopard 2A6 je zaštićen s trećom generacijom višeslojnog oklopa. Oklop Leoparda 2A6 nema velikih razlika u odnosu na njegovog prethodnika, Leopard 2A5, koji koristi isti takav oklop. Posebna pažnja je dana oklopu kupole, zato što su iskustva pokazala da naviše pogodaka dolazi u kupolu. Oklop se na kupolu postavlja u jedanaest sekcija i daje kupoli zašiljen izgled. Svrha skošenja je dodatna zaštita jer se pretpostavlja da bi rakete i granate koje pogode u taj dio trebale imati veliku tendenciju odskakanja (granata jednostavno sklizne s oklopa). Oklop na Leopardu 2A6 daje mu efektivnu debljinu na kupoli 920–940 mm, a na tijelu 620 mm homogenog čeličnog oklopa. Leopard 2A6 je tenka s najboljim oklopom, koji je prema razni zaštite jednak kao i na američkom M1A2 Abrams SEP tenku.
Za novi tenk su zainteresirane: Nizozemska, Kanada (koja je svoju verziju opremila dodatnim protuminskim oklopom i ugradila crnu kutiju u stražnji dio tenka i nazvala ga Leopard 2A6M CAD), Grčka (koja će sama proizvesti 140, a 30 je kupila)  i Španjolska koja je svoju inačicu nazvala Leopard 2E zbog veće oklopne zaštite.
- Leopard 2E – Španjolska inačica Leoparda 2A6 s većom oklopnom zaštitom, koji je napravljen u suradnji Španjolske i Njemačke industrije. Godine 1998. Španjolska vlada je odobrila ugovor o nabavi 219 Leopard 2E tenkova, 16 oklopnih vozila za popravke i 4 trening vozila. Santa Barbara Sistemas je odabrana za glavnog konstruktora. Projekt je vrijedan 1,939 milijardi Eura. Prvih 30 Leoparda 2E je proizvela KMW, a ostali se grade pod licencom u Španjolskoj.[13]
- Leopard 2HEL (Hellenic) – Leopardi 2 A6 namijenjeni grčkoj vojsci. Planirana je nabava 170 Leoparda 2HEL koji bi trebali biti dostavljeni grčkoj vojsci do kraja 2009. godine.
- Leopard 2A6 EX - najnovija inačica Leoparda 2, koja uključuje duži L/55 top, poboljšanju zaštitu od mina i klima uređaj.

#### Leopard 2A6M
Leopard 2A6 koji su modificirani kako bi bili zaštićeni od djelovanja mina označeni su kao Leopard 2 A6M. Komplete za modifikaciju osigurala je tvrtka Krauss-Maffei Wegmann (KMW). Modifikacija je provedena kao bi se maksimalno zaštitili vojnici koji služe u međunarodnim misijama u kriznim područjima. Protuminski je paket naručila i Švedska. Švedski modificirani Leopardi 2 dobili su oznaku Strv 122M. Paket je zajednički definirala međunarodna radna skupina s predstavnicima Njemačke, Nizozemske, Norveške, Švedske i Švicarske a pod vodstvom njemačkog Saveznog ureda za obrambenu tehnologiju i nabavu (BWB).
Paket dodaje još dvije tone na masu tenka. Modifikacije na kupoli uključuju novu košaru te nova sjedala za topnika i punjača. Na podvozju je postavljana nova podnica na postojeću, pojačane su torzijske šipke te novo sjedalo vozača koje više nije pričvršćeno za pod. Rezultat je porast zaštite od nove generacije protuoklopni mina kao što je TMRP-6. KMW je razvila i dodatni oklop za stražnji do kupole te nove zavjese gusjenica što bi trebalo povećati zaštitu od kumulativnih projektila. Leopard 2A6M se tako pridružuje borbenom vozilu pješaštva Marder 1A5 koje je također modernizirano u inačicu za povećanu zaštitu od PO mina.
Kako je vremenom rasla masa tenka i kod inačice Leopard 2 A6M došla do 62 tone tako je tvrtka MTU pojačala motor koji nakon modernizacije može postići 1320 kW odnosno 1800 KS. Kad se to stavi u odnos vidi se da je došlo do blagog porasta odnosa snaga/masa na 29 KS/t. U slučaju da se kupac odluči za instaliranje pojačanog oklopa u maksimalnoj inačici (i dosegne masu od 62 tone) a zadrži izvornu inačicu motora, odnos snaga/masa i daje ostaje na dovoljnih 24 KS/t. To će u konačnici značiti nešto manju maksimalnu brzinu te malo umanjena dinamička svojstva na terenu.
- Leopard 2A6M CAD – Leopardi 2A6 namijenjeni kanadskoj vojsci. Uključuje dodatni oklop, veću protuminsku zaštitu dodanim oklopom na podvozje tenka

### Leopard PSO
Leopard 2 PSO (Peace Support Operation) je prilagodba Leoparda 2 na borbu u urbanim područjima. Na izložbi Eurosatory održanoj u lipnju 2006. tvrtka Krauss-Maffei Wegmann (KMW) prikazala je inačicu Leopard 2 PSO prilagođenu gradskim borbama. KMW je inačicu PSO razvila svojim sredstvima predviđajući nagli porast potreba za takvom vrstom vozila s obzirom na to da sve procjene govore o povećanju asimetričnih opasnosti i sve većim zahtjevima za uporabom vojnih snaga u gradovima. Prvi je načinjeni primjerak bio na temelju serijskog tenka inačice A5, ali modifikacija na inačicu PSO moguća je i s inačice A4.
Leopard 2 PSO je u odnosu na originalni Leopard 2A6 dobio:
- dodatnu oklopnu zaštitu koja je obuhvatila bokove kupole i tijela (zavjesice);
- novu daljinski upravljanu kupolu s teškom strojnicom, postavljenom na krov kupole odmah pokraj otvora punitelja, koja posadi omogućava učinkovito uništavanje bliskih ciljeva bez potrebe napuštanja sigurnosti kupole. Ta kupola istodobno znatno poboljšava mogućnosti uništavanja ciljeva iznad tenka;
- opciju ugradnje nesmrtonosnog sustava za samoobranu tenka;
- pomoćnu jedinicu za napajanje (APU);
- mogućnost panoramskog motrenja okoline (svih 360 stupnjeva) koja je omogućena kamerama ugrađenima u tijelo vozila kao nadopuna tenkovskim sustavima za motrenje i ciljanje. Postojeći motrilački i ciljnički sustavi dodatno su zaštićeni metalnim pločama koje ih štite od kamenja i krhotina. Slika s motrilačkog i ciljničkog sustava može se prikazati svim članovima posade;
- vanjski priključak za radio/intercom koji osigurava lako povezivanje posade sa snagama u neposrednoj blizini;
- dodatne reflektore.

PSO inačica najlakše se prepozna po ralu smještenom na prednji dio vozila čijim radom upravlja vozač. Osim što dodatno štiti prednji dio vozila od kumulativnih projektila i IED-a, ralo je namijenjeno za pomicanje barikada, vozila i drugih prepreka. Tvrtka KMW nudi Leopard 2 PSO kroz modernizaciju postojećih Leoparda ili kao potpuno nova vozila.
Prvi Leopard 2 PSO je isporučen je njemačkoj vojsci tijekom 2008. Vojska razmatra mogućnost da se dio kupola inačice A4 modernizira na standard PSO. Spominje se ukupno 70 kupola koje bi se onda postavile na podvozje inačice A5, ako se za tim ukaže potreba. Novo streljivo kalibra 120 mm, uključujući i vođene projektile koji se ispaljuju iz topa te nesmrtonosno streljivo povećavaju učinkovitost i sposobnost neutraliziranja novih prijetnji. Ne treba ni spominjati kako će razvoj digitalizacije i umrežavanja znatno povećati mogućnosti na modernom bojištu.
KMW vjeruje kako Leopard 2 ima još potencijala za daljnji razvoj na svim ključnim područjima. Područje razvoja oklopa je vrlo živo i tu će se i dalje javljati nove tehnologije koje će omogućiti bolju zaštitu i u budućnosti.

### Leopard 2A7
Leopard 2A7 je najnovija inačica tenka Leopard 2. Neke od preinaka su mogućnost korištenja HE streljiva, mogućnost postavljanja dodatnog oklopa i novi vatrogasni aparati. Prvi tenk je ušao u službu 2014. godine. Ukupno je proizvedeno 19 tenkova. Po izgledu je jako sličan Leopardu 2A6.

### Leopard 2A7+
Leopard 2A7+ je inačica Leoparda 2A7 za urbano ratovanje.

## Budućnost Leoparda
KMW je i unatoč kvalitetnom motoru s dobrim mogućnostima unapređenja u suradnji s MTU-om razmotrio i opciju ugradnje novog motora serije poznatog pod imenom EuroPowerPack. Ustvari je riječ o novom MTU-ovom motoru serije 883 koji ima istu snagu kao i 873 ali je znatno kompaktniji. Ako se ugradi u Leopard 2 umjesto starog motora 873 ostavlja oko 1000 mm slobodnog prostora u podvozju tenka što se može uporabiti za neke druge svrhe.
Zasad korisnici nisu pokazali velik interes za moderniziranjem postojećih vozila jer je stari motor unatoč nešto većim dimenzijama i dalje izvrstan a zamjena samo zbog više prostora se očito većini korisnika zasad ne čini kao isplativa investicija. No, zato je motor MTU 883 ugrađen u francuski tenk Leclerc za Ujedinjene Arapske Emirate, a testiran je i na britanskom Challengeru 2 te američkom M1A2 Abrams. Dodana je i pogonska jedinica (APU) kao podsustav - dodatni izvor napajanja na nove španjolske i grčke Leoparde 2. Omogućava gašenje glavnog motora tijekom stajanja, a električnu energiju za djelovanje nužnih podsustava osigurava APU. Za mogućnost ugradnje APU-a zanimaju se i neki korisnici starih tenkova jer omogućava nove taktičke mogućnosti na terenu ali se pametnom uporabom mogu smanjiti i troškovi pogonskog goriva.

### Leopard 2 s 140 mm topom
Tvrtka Rheinmetall je razvila novi top promjera 140 mm koji bi se trebao ugrađivati u nove tenkove Leopard 2. Ovaj top se razvio zbog prijetnje suvremenih ruskih topova koji će vjerojatno imati promjer 135 mm ili 152 mm.

## Tehničke značajke
| Naziv                    | Leopard 2A4 | Leopard 2A5 | Leopard 2A5 | Leopard 2A6/A6M | Leopard 2A6/A6M | Leopard 2A6/A6M |                                      |                                      |                                      |
| Tip:                     | Glavni borbeni tenk (MBT) | Glavni borbeni tenk (MBT) | Glavni borbeni tenk (MBT) | Glavni borbeni tenk (MBT) | Glavni borbeni tenk (MBT) | Glavni borbeni tenk (MBT) |                                      |                                      |                                      |
| Članovi posade:          | 4 (vozač, zapovjednik, punitelj i topnik)                                                                                                | 4 (vozač, zapovjednik, punitelj i topnik)                                                                                                | 4 (vozač, zapovjednik, punitelj i topnik)                                                                                                | 4 (vozač, zapovjednik, punitelj i topnik)                                                                                                | 4 (vozač, zapovjednik, punitelj i topnik)                                                                                                | 4 (vozač, zapovjednik, punitelj i topnik)                                                                                                |                                      |                                      |                                      |
| Motor:                   | MTU 12-cilindrični MB 873-Ka 501, vodom hlađeni                                                                                          | MTU 12-cilindrični MB 873-Ka 501, vodom hlađeni                                                                                          | MTU 12-cilindrični MB 873-Ka 501, vodom hlađeni                                                                                          | MTU 12-cilindrični MB 873-Ka 501, vodom hlađeni                                                                                          | MTU 12-cilindrični MB 873-Ka 501, vodom hlađeni                                                                                          | MTU 12-cilindrični MB 873-Ka 501, vodom hlađeni                                                                                          |                                      |                                      |                                      |
| Karakteristike:          | 47.600 cm³, okretaji: 2.600 o/min | 47.600 cm³, okretaji: 2.600 o/min | 47.600 cm³, okretaji: 2.600 o/min | 47.600 cm³, okretaji: 2.600 o/min | 47.600 cm³, okretaji: 2.600 o/min | 47.600 cm³, okretaji: 2.600 o/min |                                      |                                      |                                      |
| Snaga:                   | 1.103,25 kW (1.500 KS) | 1.103,25 kW (1.500 KS) | 1.103,25 kW (1.500 KS) | 1.103,25 kW (1.500 KS) | 1.103,25 kW (1.500 KS) | 1.103,25 kW (1.500 KS) |                                      |                                      |                                      |
| Ovjes:                   | torzijske poluge | torzijske poluge | torzijske poluge | torzijske poluge | torzijske poluge | torzijske poluge |                                      |                                      |                                      |
| Dužina (s topom):        | 9670 mm | 9670 mm | 9670 mm | 9670 mm | 10970 mm | |                                      |                                      |                                      |
| Širina:                  | 3750 mm | 3750 mm | 3750 mm | 3750 mm | 3750 mm | 3750 mm |                                      |                                      |                                      |
| Visina:                  | 2990 mm | 2990 mm | 2990 mm | 2990 mm | 3030 mm | |                                      |                                      |                                      |
| Težina (prazan):         | 52000 kg | 57300 kg | 57300 kg | 57600 kg A6M 60200 kg | 57600 kg A6M 60200 kg | 57600 kg A6M 60200 kg | 57600 kg A6M 60200 kg                | 57600 kg A6M 60200 kg                | 57600 kg A6M 60200 kg                |
| Borbena težina:          | 55150 kg | 59500 kg | 59500 kg | A6 59900 kg (61700 kg), A6M 62500 kg | A6 59900 kg (61700 kg), A6M 62500 kg | A6 59900 kg (61700 kg), A6M 62500 kg | A6 59900 kg (61700 kg), A6M 62500 kg | A6 59900 kg (61700 kg), A6M 62500 kg | A6 59900 kg (61700 kg), A6M 62500 kg |
| Brzina:                  | 68 km/h; teren 31 km/h | 68 km/h; teren 31 km/h | 68 km/h; teren 31 km/h | 68 km/h; teren 31 km/h | 68 km/h; teren 31 km/h | 68 km/h; teren 31 km/h |                                      |                                      |                                      |
| Kapacitet tanka benzina: | 1.160 Litara | 1.160 Litara | 1.160 Litara | 1.160 Litara | 1.160 Litara | 1.160 Litara |                                      |                                      |                                      |
| Potrošnja i domet:       | Cesta: ca. 340 l/100 km, cca. 340 km Teren: ca. 530 l/100 km, cca. 220 km Miješano: ca. 410 l/100 km, cca. 280 km Samo upaljen: 12,5 l/h | Cesta: ca. 340 l/100 km, cca. 340 km Teren: ca. 530 l/100 km, cca. 220 km Miješano: ca. 410 l/100 km, cca. 280 km Samo upaljen: 12,5 l/h | Cesta: ca. 340 l/100 km, cca. 340 km Teren: ca. 530 l/100 km, cca. 220 km Miješano: ca. 410 l/100 km, cca. 280 km Samo upaljen: 12,5 l/h | Cesta: ca. 340 l/100 km, cca. 340 km Teren: ca. 530 l/100 km, cca. 220 km Miješano: ca. 410 l/100 km, cca. 280 km Samo upaljen: 12,5 l/h | Cesta: ca. 340 l/100 km, cca. 340 km Teren: ca. 530 l/100 km, cca. 220 km Miješano: ca. 410 l/100 km, cca. 280 km Samo upaljen: 12,5 l/h | Cesta: ca. 340 l/100 km, cca. 340 km Teren: ca. 530 l/100 km, cca. 220 km Miješano: ca. 410 l/100 km, cca. 280 km Samo upaljen: 12,5 l/h |                                      |                                      |                                      |
| Okret kupole (360°):     | 10 Sekundi | 10 Sekundi | 10 Sekundi | 10 Sekundi | 10 Sekundi | 10 Sekundi |                                      |                                      |                                      |
| Naoružanje:              | Rheinmetall 120 mm glatkocijevni top L44 i dvije strojnice                                                                               | Rheinmetall 120 mm glatkocijevni top L44 i dvije strojnice                                                                               | Rheinmetall 120 mm glatkocijevni top L44 i dvije strojnice                                                                               | Rheinmetall 120 mm glatkocijevni top L44 i dvije strojnice                                                                               | Rheinmetall 120 mm glatkocijevni top L55 i dvije strojnice                                                                               | |                                      |                                      |                                      |
| Municija:                | 42 granate | 42 granate | 42 granate | 42 granate | 42 granate | 42 granate |                                      |                                      |                                      |

| Oznaka             | L/44     | L/55 (A6) |
| Kalibar            | 120 mm   | 120 mm    |
| Duljina cijevi:    | 5.280 mm | 6.600 mm  |
| Masa cijevi:       | 1.190 kg | 1.347 kg  |
| Masa cijelog topa: | 3.780 kg | 4.160 kg  |

## Vozila napravljena na temelju Leopard 2 tenka

### Fahrschulpanzer
Fahrschulpanzer je oklopno trening vozilo. Njemačka vojska koristi 31 Leopard 2 trening tenkova, koji su napravljeni u dvije serije. Prva od 22 vozila, od kojih je 8 napravio Krauss-maffei i 14 MaK (broj šasije od 19001 do 19022), dostavljeni su njemačkoj vojsci u razdoblju između veljače i rujna 1986. Ova vozila napravljena su na tijelima tenkova iz pete serije (Leopard 2A4). Druga serija od 9 vozila, od kojih je 5 napravio Krauss-Maffei i 4 MaK (broj šasije od 19023 do 19023), su dostavljeni u vremenu od siječnja do travnja 1989. godine. Njihova tijela su preuzeta iz šeste serije s novom bočnom zaštitom za podvozje. Vozačko trening vozilo je isto kao i normalan Leopard 2 tenk, samo što je kupola zamijenjena s posebnom kabinom. Postavljena je i maketa topa i dodatna masa kako si se simulirala stvarna težina tenka. Nizozemska ima u uporabi 20 ovakvih trening tenkova, Švicarska 3, a Španjolska 4.

### Pionierpanzer 3 Kodiak
Pionierpanzer 3 Kodiak je inženjerijsko vozilo načinjeno na podvozju tenka Leopard 2 i može se rabiti za brojne zadaće zbog mnoštva dodatnih alata koji se mogu brzo spojiti na osnovno tijelo. Osim za primarnu zadaću, borbeno inženjerijsko vozilo za uporabu u vojnim operacijama može se rabiti i za druge zadaće. To su pružanje pomoći tijekom prirodnih katastrofa, raščišćavanje minski sumnjivih površina i obavljanje drugih opasnih inženjerijskih zadaća. Vozilo proizvodi i tržištu nudi konzorcij u kojemu su njemački Rheinmetall i švicarski RUAG Land Systems.

### Panzerschnellbrücke 2
Panzerschnellbrücke 2 (PSB2) je sklopivi most napravljen koji je postavljen na tijelo tenka Leopard 2. PSB2 su razvile Nizozemska i Njemačka vojska. Most se sastoji od tri djela, svaki dug 9,7 metara. Ovo omogućuje više kombinacija mostova: 3x 9,7 metara, 1x 18,7 metara i 1x 27,7 metara. S posadom od jednog vozača i jednog upravljača mostom, most se može postaviti u vremenu od 3 do 6 minuta. Dijelovi mosta su 4 metra široki, 0,65 metara visoki i svaki teži 5 tona. Njemačka ima 30, a Nizozemska 14 ovakvih vozila.

### Bergepanzer BPz3 Büffel (Gr. Buffalo)
BPz3 je oklopno vozilo za popravke (ARV) koji je opremljeno buldožerom i kranom s vitlom, što omogućuje prilaženje oštećenom vozilu po svim terenima za vrijeme borbe gdje odvlači tenk na sigurno. Naoružan je sa strojnicom, bacačima dimne zavjese i opremljen NBC zaštitom. Kao i tenk, pokretan je 1500 KS jakim Dieselovim motorom. U svojoj službi ga imaju: Njemačka, Nizozemska (naziva se Buffel),Austrija, Grčka, Španjolska, Švedska (u izmijenjenoj verziji nazvanoj Bgbv 120), Kanada i Švicarska.

### Leopard 2R
Leopard 2R je teško oklopno vozilo za razminiravanje koje je napravljeno na osnovi Leopard 2A4 tenka. Vozilo je razvila Patria za potrebe finske vojske.

### Leopard 2L
Leopard 2L je oklopni prijenosni most koji su razvile tvrtke KMW i Patria za potrebe Finske vojske. Deset finskih 2A4 tenkova prenamijenjeno je za nošenje LEGUAN sklopivog mosta.

## Korisnici
- Austrija - 114 Leoparda 2A4[8]
- Čile - 136 Leoparda 2A4 - Čile je dugo vremena rabio tenkove Leopard 1 koje je kao rabljene kupio od Nizozemske. Odlučili su nabaviti moderniji tenk te su od Njemačke kupili 136 rabljenih Leoparda 2 A4 koji su prije isporuke u KMW-u prošli modernizaciju kako bi mogli učinkovito djelovati i u planinskim područjima istočnog Čilea.[10]
- Danska - 57 Leopard 2A5 - Danska je s KMW-om dogovorila isporuku 57 tenkova, izvorno inačica A4, koji su modernizirani na standard Leopard 2 A5DK. Riječ je o inačici sličnoj njemačkoj inačici A5, ali s nekim dodatnim prepravkama. Tako danski tenkovi imaju klima uređaj, pomoćnu jedincu za napajanje (APU) i kameru za nadzor stražnje polusfere.[10]
- Finska - 124 Leopard 2A4[8] - Finska je vojska sa 124 rabljena Leoparda 2 A4 zamijenila tenkove T-72. S domaćom tvrtkom Patria je dogovorena isporuka nekoliko inženjerijskih vozila temeljenih na podvozju Leoparda 2. U tom poslu Patria surađuje sa švicarskom tvrtkom Ruag.[10]
- Grčka - 353 Leoparda 2 -  Grčka je uz 170 novih tenkova Leopard 2 HEL kupila i 183 rabljena njemačka Leoparda 2 A4. Novi će se tenkovi, osim prvih 30 koji će doći iz KMW-a, sastavljati u Grčkoj. Leopard 2 HEL je ustvari inačica A6 s nekim poboljšanjima za koje se odlučila grčka vojska. To su klima uređaj, APU, zaštita krova kupole, novi meteorološki senzor, nova termalna kamera, novi taktički zapovjedni sustav Iniochos.[10]
- Kanada - 100 Leoparda 2 - Kanada je planirala iz operativne uporabe povući sve stare tenkove Leopard 1 (interna kanadska oznaka im je Leopard C2) i zamijeniti ih lakšim kotačnim vozilima Stryker MGS s topom kalibra 105 mm. No, operativna iskustva u Afganistanu su ih uvjerila kako im ipak treba klasičan, tj. snažno oklopljen i moćan, tenk. Sve je to na koncu rezultiralo nabavom 100 Leoparda 2 od nizozemske vojske, i to 20 inačice A6 i 80 inačice A4.
- Nizozemska - 110 Leoparda 2A6 - Prvi kupac leoparda 2, još u doba hladnog rata, bila je Nizozemska. Ukupno su nabavili 445 tenkova, a 180 je modernizirano na standard Leopard 2 A6. Planovi restrukturiranja učinili su dio Leoparda 2 viškom i Nizozemcima pa su ih i oni počeli prodavati. Tako su ih prodali Austriji (112 inačica A4), Kanadi (100 tenkova, inačica A4 i A6), Norveškoj (57 inačica A4) i Portugalu (37 tenkova, inačica A6).[10]
- Norveška - 52 Leoparda 2A4[8] - Kupljeni od Nizozemske.[10]
- Njemačka - 408 Leoparda 2 (1728 Leoparda 2A4)[8] Najveći je korisnik njemačka vojska, koja je dobila 2125 Leoparda 2, najveći je dio ušao u službu kao inačica A4. Zadnji su primjerci isporučeni još 1992. Njemačka je vojska nakon toga primala nove inačice ali su nastajale modernizacijom postojećih inačica A4. Tako je konvertirano 125 tenkova Leopard 2 A4 u inačicu A5 koja je zadržala postojeći top 120 L44. Modernizirano je i 225 starih na standard Leopard 2A6 kod kojih je najvidljivija promjena zamjena topa L44 naprednijim L55. Njemačka je vojska i izvor rabljenih Leoparda 2 koji su prodani stranim kupcima. Čile je kupio 136, Danska 57, Finska 124, Grčka 183, Poljska 128, Singapur 96, Španjolska 108, Švedska 160, Turska 298.[10]

- Poljska - 128 Leoparda 2A4[8] - Poljska je kupila 128 leoparda 2A4 od Njemačke, planirana je i druga serija od 117 tenkova ali do toga još nije došlo. Naime, poljski je slučaj specifičan jer ta država ima vlastitu proizvodnju tenka PT-91 kojeg proizvodi tvrtka Bumar pa je u tom kontekstu nabava tenkova iz inozemstva osjetljivo pitanje.[10]
- Portugal - 37 Leoparda 2A6 - Kupljeni od Nizozemske.[10]
- Singapur - 66 Leoparda 2A4[8] - Singapur je od Njemačke kupio 98 Leoparda 2 A4, od toga će 66 biti operativnih, a 30 je nabavljeno za rezervne dijelove. Nabava leoparda 2 je velik skok u tenkovskom potencijalu za Singapur jer im tenkovske snage čini 350 lakih tenkova AMX-13 koji su po današnjim standardima potpuno neodgovarajući za potrebe moderne vojske zbog slabe oklopne zaštite i nedovoljne paljbene moći.[10]
- Španjolska - 327 Leoparda 2 - Španjolska je vojska iznajmila 108 tenkova Leopard 2 A4 dok čeka 219 novih tenkova Leopard 2A6 koje po njemačkoj licenci sklapa španjolska tvrtka General Dynamics Santa Barbara Sistemas. Isporuka prvih novoproizvedenih tenkova obavljena je 2003. a zadnji bi trebali biti isporučeni do kraja 2009. Novi španjolski tenkovi imaju oznaku Leopard 2E i slični su njemačkim Leopard 2A6, a glavne su razlike u uporabi nekih španjolskih elemenata, uglavnom radiouređaja i C2 sustava domaćih proizvođača.[10][35]
- Švedska - 280 Leoparda 2 - Švedska vojska raspolaže s 280 Leoparda 2 (120 Leoparda 2S ili Strv 122 i 160 bivših njemačkih Leoparda 2A4 ili Strv 121). Samo Strv 122 (švedska izvedba Leoparda 2) su u aktivnoj službi.
- Švicarska - 380 Pz87 - Švicarska je imala kapacitete za razvoj i proizvodnju tenkova ali je osamdesetih godina XX. stoljeća odlučila kupiti 380 Leoparda 2. Od toga je 35 tenkova načinjeno u njemačkom KMW-u a ostatak po licenci u švicarskom Ruagu. Isporuka zadnjih tenkova obavljena je 1993. Tenkovi su dobili internu švicarsku oznaku Pz87.[10]

Ruag je dobio ugovor od švicarske vojske za modernizaciju 134 tenka na standard Pz 87 WE, isporuka bi trebala trajati od 2009. do 2011. Modernizacija obuhvaća instaliranje električnog sustava za pokretanje kupole, novog borbenog zapovjednog sustava te nove oružne stanice na krov kupole. Stanicu će osigurati njemačka tvrtka KMW. Pz 87 WE će biti osposobljen za prihvat novog modularnog oklopa ali po svemu sudeći taj se oklop zasad neće kupovati jer trenutačno švicarska vojska za njim nema potrebe.
- Turska - 298 Leoparda 2A4[8] - Kupljeni od Njemačke.[10]
- Katar - moguća kupnja 36 Leoparda 2[36]

### Unutarnje poveznice
- MBT-70
- Leopard 1
- M1 Abrams

### Zajednički poslužitelj
|  | Zajednički poslužitelj ima stranicu o temi Leopard 2    |
|  | Zajednički poslužitelj ima još gradiva o temi Leopard 2 |

## Vanjske poveznice
- (en) Kraussmaffei.com - službena stranica proizvođača
- (en) Rheinmetall.com - službena stranica proizvođača  Arhivirana inačica izvorne stranice od 16. lipnja 2009. (Wayback Machine)
- Galerija slika Strv 122 tenka
- (en) Strv 121 u detaljima  Arhivirana inačica izvorne stranice od 27. kolovoza 2009. (Wayback Machine)